# Port de Gioia Tauro
Le port de Gioia Tauro (porto di Gioia Tauro en italien) est un port de commerce situé sur les rives de la mer Tyrrhénienne, en Calabre, à une soixantaine de kilomètres de l'extrémité méridionale de l'Italie péninsulaire.
Aménagé dans les années 1970-1980 pour servir de terminal charbonnier et minéralier à une usine sidérurgique jamais construite, le port est reconverti à partir de 1994 pour accueillir un terminal à conteneurs. Il est en 2011 le premier port italien et le cinquième méditerranéen quant au trafic de conteneurs, avec un trafic total de 2,2 millions d'EVP.

## Reconversion d'un port
La décision de la construction du port remonte à 1971, comme conséquence des émeutes de 1970 à Reggio de Calabre. Dans l'espoir de réduire les difficultés économiques et sociales de la moitié méridionale de l'Italie (le Mezzogiorno), l'État italien décide de financer une série de grands équipements industriels dans le Sud, dont une usine sidérurgique d'Italsider en Calabre. Une telle usine nécessitant de grandes quantités de charbon et de minerai de fer nécessairement importés, il est décidé de la construire sur le littoral sous la forme d'une zone industrialo-portuaire. L'appel d'offre est lancé en 1974.
Mais au cours des années 1970-1980, si les infrastructures portuaires sont creusées (chantier terminé à la fin des années 1980) et qu'environ 500 hectares d'oliveraies et d'orangeraies sont nivelés, le projet sidérurgique est d'abord réduit puis abandonné (en pleine crise de surproduction d'acier en Europe), remplacé temporairement au milieu des années 1980 par celui d'une centrale thermique au charbon d'Enel, elle-même jamais construite. Le port, vide car surdimensionné par rapport aux besoins de la région, est alors un exemple de « cathédrale dans le désert » et de gaspillage.
En 1993, la société italienne (génoise) de transport Contship (en) propose d'y construire un terminal dédié aux conteneurs et obtient un large soutien financier de la part de l'État et du FEDER. La construction en tranches successives s'étale de 1994 à 2006, avec l'entrée du premier porte-conteneurs dès septembre 1995 ; Maersk, le leader du commerce conteneurisé, décide de s'y implanter en janvier 1996. Un petit port de plaisance et de pêche est installé à l'extrémité orientale du bassin circulaire sud, tandis qu'une zone d'activité s'est développée sur une partie de l'ancienne zone destinée à l'industrie lourde, complétée par un projet d'usine de regazéification du GNL (« LNG Med Gas Terminal ») lancé en 2007 et qui devrait être opérationnelle en 2015. En février 2013, l'État italien décide d'abandonner la construction du pont de Messine qui aurait limité le trafic maritime dans le détroit du même nom aux navires ayant un tirant d'air inférieur à 65 mètres.

## Dédiés aux conteneurs

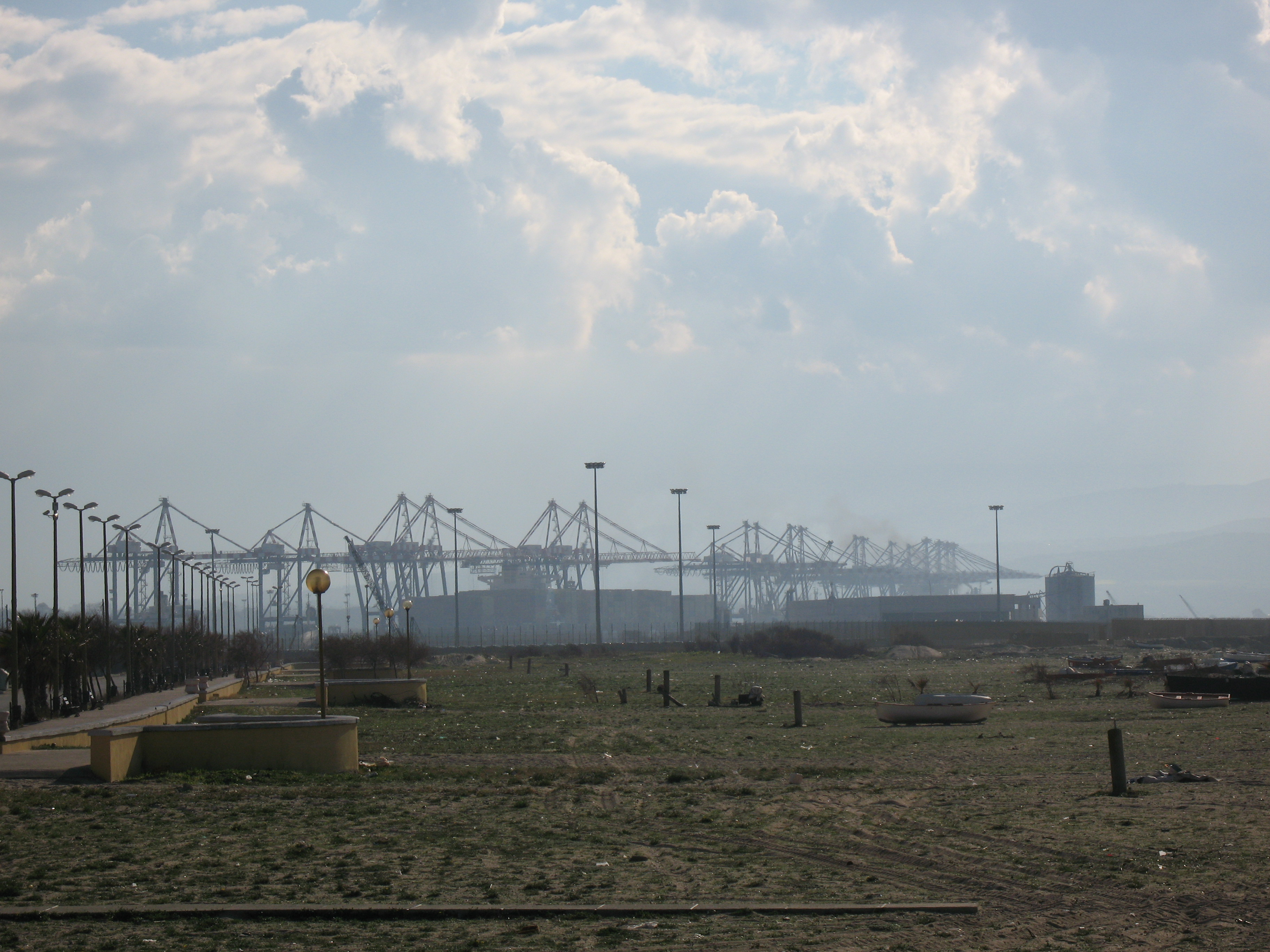
L'alignement des portiques à conteneurs, vu depuis San Ferdinando.

La gestion du port est confiée à l'Autorità Portuale Gioia Tauro qui représente l'État italien, tandis que le terminal à conteneurs est géré par la compagnie privée « Medcenter Container Terminal S.p.A. » (un partenariat entre l'Italien Contship Containerlines, le Néerlandais Terminal Investments Limited et le Danois APM Terminals).
L'entrée du port se situe sur le territoire de la commune de Gioia Tauro, donnant accès au bassin circulaire sud (de 750 mètres'de diamètre, servant à la manœuvre des navires), puis à l'unique darse qui longe le littoral vers le nord sur trois kilomètres jusqu'au bassin d'évitement nord (450 m de diamètre) situé sur la commune voisine de San Ferdinando.
La darse est bordée sur son côté oriental par le quai du terminal à conteneurs (le Medcenter Container Terminal). Le quai fait 3 145 mètres de longueur, avec une profondeur minimum à son pied de 15,5 mètres, ce qui permet au port d'accueillir les plus grands porte-conteneurs. 22 portiques sont alignées le long du quai, assurant au port une capacité maximale de trafic de quatre millions d'EVP ; la zone de stockage de 1 600 000 m2 peut accueillir 75 000 conteneurs. L'extrémité septentrionale de la darse accueille un petit terminal roulier. Tout le côté occidental de la darse est encore inoccupé.

## Servant de hub
La position du port, en plein milieu de la mer Méditerranée (ce qui a inspiré le choix du nom du terminal : « Medcenter »), lui permet de servir de plate-forme de correspondance maritime (un hub) entre d'une part les autres ports méditerranéens et d'autre part le trafic en transit entre le détroit de Gibraltar et le canal de Suez (sur la route la plus directe entre l'Europe et la Chine). Les conteneurs arrivant d'Asie de l'Est, d'Europe du Nord ou d'Amérique sur de grands porte-conteneurs trans-océaniques sont transbordés à Gioia Tauro sur des petits navires collecteurs (feeders), faisant la liaison avec les ports plus excentrés des deux rives de la Méditerranée.
Le port sert aussi d'interface commerciale, c'est-à-dire de porte d'entrée et de sortie (gateway) pour les marchandises, avec comme arrière-pays (Hinterland) immédiat tout le Sud de l'Italie. Une partie du trafic s'écoule par l'autoroute italienne A3, passant à proximité du port et assurant la liaison vers Naples au nord et Reggio de Calabre au sud. L'autre axe de transport terrestre connecté est la ligne de chemin de fer nord – sud qui longe le terminal, correspondant au tronçon italien (Milan – Palerme) d'un des corridors ferroviaires ETCS : l'axe ferroviaire no 1 du réseau transeuropéen de transport.
Le principal armateur utilisant le port est Maersk Line, une filiale du groupe A.P. Møller-Mærsk, qui possède depuis 1999 une participation de 10 % dans le terminal à travers son autre filiale APM Terminals. Gioia Tauro est en 2011 le 5e port à conteneurs de la Méditerranée, derrière les ports de Valence (4,3 millions d'EVP), d'Algésiras (3,6), de Port Saïd (2,6) et de Marsaxlokk (2,3).
|                   | 2001      | 2002      | 2003      | 2004      | 2005      | 2006      | 2007      | 2008      | 2009      | 2010      | 2011      |
| Conteneurs en EVP | 2 488 332 | 2 954 571 | 3 148 662 | 3 261 034 | 3 160 981 | 2 938 176 | 3 445 337 | 3 467 772 | 2 857 438 | 2 851 261 | 2 304 982 |

## Utilisé aussi par la mafia
Le port est utilisé aussi par l'organisation mafieuse calabraise, la 'Ndrangheta, notamment les 'ndrine (subdivisions territoriales, correspondant chacune à un clan) locales, celles des familles Piromalli (it) et Molè (en).
Leur activité sur la zone portuaire concerne le détournement des fonds publics (provenant de l'État italien et du FEDER), l'extorsion (perception d'une « taxe » sur chaque conteneur), la participation financière aux entreprises, le contrôle du marché du travail, l'importation de cocaïne (le port en serait la plaque tournante de 80 % des importations provenant de Colombie) et de contrefaçons et l'exportation de déchets. En échange, la 'Ndrangheta garantit la sécurité des installations, la résolution des problèmes avec les syndicats et la complaisance de l'administration calabraise.